# Lita på din Gud
Lita på din Gud är en singelskiva med Curt & Roland som är inspelad i Cavatina Studio i Kumla. Singeln utgavs 1968.

## Låtlista
Sida A
1. Lita på din Gud

Sida B
1. Jesus går fram här.